# حشره‌خوار گوش‌کوچک هندوراسی
 حشره‌خوار گوش‌کوچک هندوراسی (نام علمی: Cryptotis hondurensis) نام یک گونه از سرده حشره‌خوار گوش‌کوچک است.